# Parafia św. Jana Pawła II we Lwowie
Parafia św. Jana Pawła II we Lwowie – rzymskokatolicka parafia znajdująca się w archidiecezji lwowskiej, w dekanacie Lwów, na Ukrainie.
Teren parafii obejmuje południe Lwowa (dawny Kulparków, Persenkówkę, Bondarówkę) oraz Sokolniki i Sołonkę.

## Historia
Nabożeństwa od 25 grudnia 2011 do 3 października 2017 były sprawowane w greckokatolickiej kaplicy Ukraińskiego Uniwersytetu Katolickiego. Od 5 października 2017 funkcjonuje tymczasowa kaplica pw. św. Jana Pawła II przy ulicy Stryjskiej 6 w podlwowskich Sokolnikach obok hipodromu, gdzie Jan Paweł II odprawił dwie msze święte podczas pielgrzymki w 2001.
W czerwcu 2016 sekretarz stanu Stolicy Apostolskiej kard. Pietro Parolin położył kamień węgielny pod budowę kościoła. 18 lipca 2020 kardynał Konrad Krajewski, jałmużnik papieski, dokonał konsekracji kościoła.